# Erioptera derasa
Erioptera derasa är en tvåvingeart som beskrevs av Edwards 1931. Erioptera derasa ingår i släktet Erioptera och familjen småharkrankar. Inga underarter finns listade i Catalogue of Life.